# Farchacarus philippinensis
Farchacarus philippinensis är en kvalsterart som först beskrevs av Corpuz-Raros 1979.  Farchacarus philippinensis ingår i släktet Farchacarus och familjen Heterozetidae. Inga underarter finns listade i Catalogue of Life.